# Karl-Rudolf Fischer

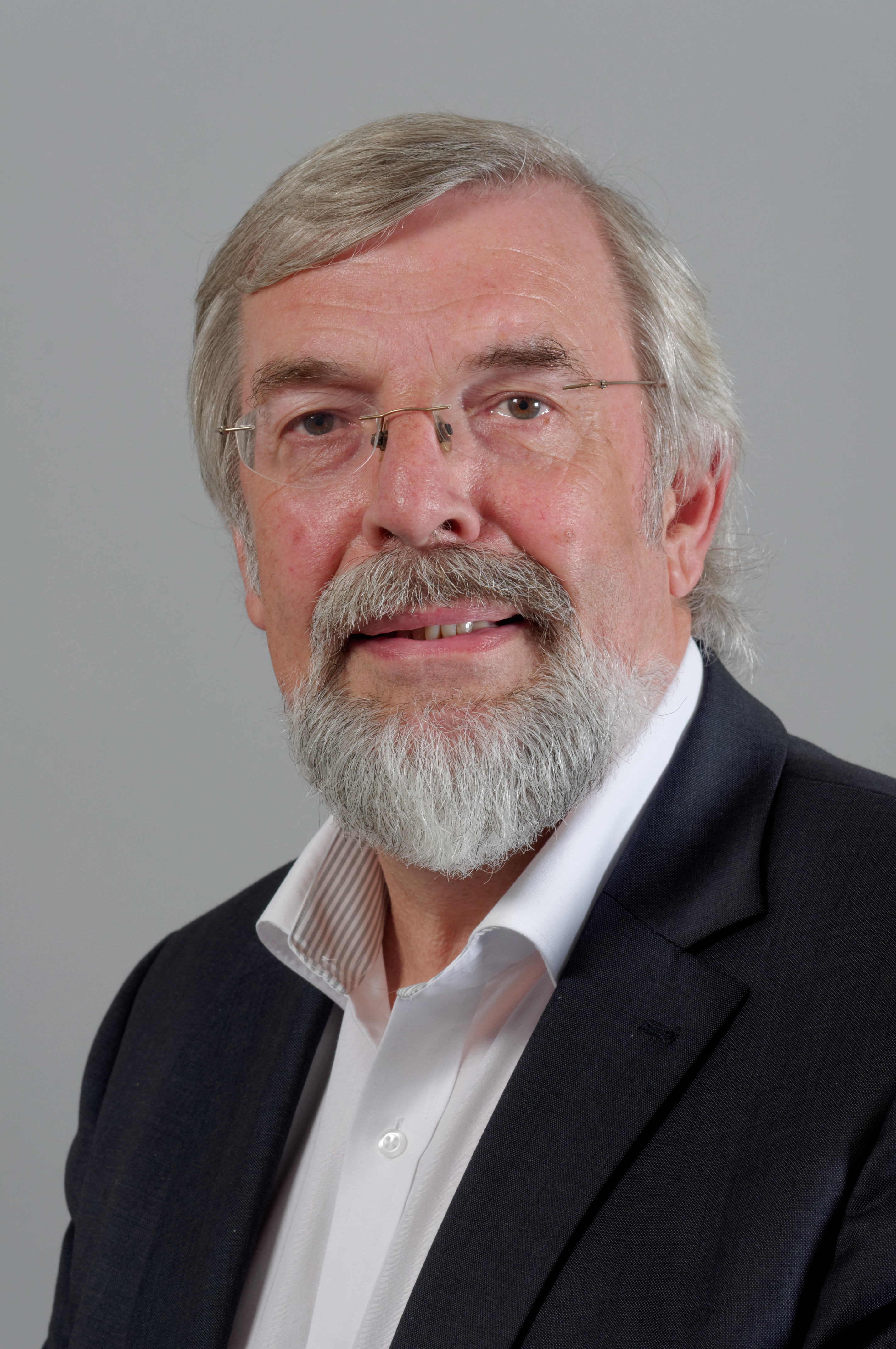
Karl-Rudolf „Rolf“ Fischer (2013)

Karl-Rudolf „Rolf“ Fischer (* 6. August 1954 in Adelebsen) ist ein deutscher Politiker (SPD). Er war von 2000 bis 2012 Mitglied des Landtages von Schleswig-Holstein und von 2012 bis 2017 Staatssekretär in verschiedenen Ministerien.

## Leben und Beruf
Nach dem Realschulabschluss sowie Ausbildung und beruflicher Tätigkeit als Bibliothekar holte Fischer das Abitur auf dem 2. Bildungsweg nach und absolvierte in Kiel ein Studium der Politikwissenschaft, Volkskunde und Germanistik, das er als Magister Artium (M.A.) beendete. Danach war er als Beamter in der Verwaltung des Landtages von Schleswig-Holstein tätig, wo er zuletzt das Präsidialbüro und das Referat für Europa- und Minderheitenangelegenheiten leitete.
Karl-Rudolf Fischer ist verwitwet und hat drei Kinder. Außerdem ist er der Vorsitzende Gesellschaft für Kieler Stadtgeschichte.

## Partei

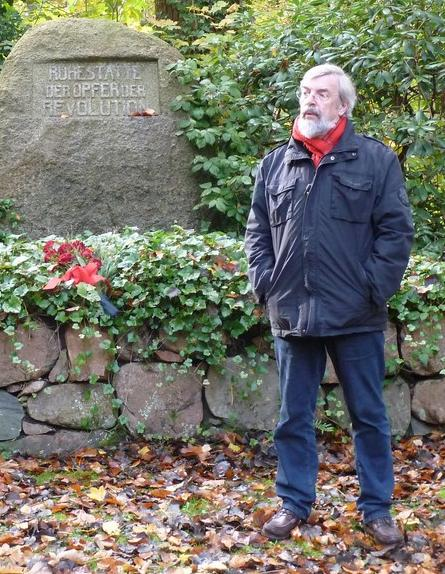
Fischer als Kreisvorsitzender vor einem Gedenkstein für den Kieler Matrosenaufstand

Fischer trat 1982 in die SPD ein. Er war von 1995 bis 2000 und erneut von 2004 bis 2013 Vorsitzender des SPD-Kreisverbandes Kiel. Er war Sprecher des Arbeitskreises SPD und Kirchen und stellvertretender Vorsitzender des Europaforums seiner Landespartei.

## Abgeordneter
Fischer war von 2000 bis 2012 Mitglied des Landtages von Schleswig-Holstein. Hier fungierte er von 2000 bis 2005 als Vorsitzender des Europaausschusses und von 2002 bis 2004 als stellvertretender Vorsitzender des Untersuchungsausschusses zur Klärung von Rechtsverletzungen und sonstigem Fehlverhalten durch Mitglieder der Landesregierung oder Beschäftigte des Landes bei Vergabeverfahren, Verfügungen über Landesvermögen und Ausübung von nebenberuflichen Tätigkeiten. Von 2005 bis 2012 gehörte er dem Vorstand der SPD-Landtagsfraktion an. Er war außerdem bis 2009 minderheitenpolitischer und bis 2012 europa- und kirchenpolitischer Sprecher seiner Fraktion.
Karl-Rudolf Fischer zog stets als direkt gewählter Abgeordneter des Wahlkreises Kiel-Nord in den Landtag ein. Bei der Landtagswahl 2005 erreichte er 45,7 % der Erststimmen, 2009 betrug sein Stimmenanteil 33,2 % und 2012 39,8 %.

## Öffentliche Ämter
Am 12. Juni 2012 legte Fischer sein Landtagsmandat nieder und wechselte als Staatssekretär für den Bereich Wissenschaft in das Ministerium für Bildung und Wissenschaft. Für ihn rückte Tobias von Pein als Abgeordneter nach. Nach dem Rücktritt der Bildungs- und Wissenschaftsministerin Waltraud Wende am 12. September 2014 änderten sich im Kabinett Albig die Zuständigkeiten. Der Bereich Wissenschaft mit Staatssekretär Fischer wechselte in das nun erweiterte Ministerium für Soziales, Gesundheit, Wissenschaft und Gleichstellung des Landes Schleswig-Holstein zur dortigen Ministerin Kristin Alheit. Mit Ende der 17. Wahlperiode endete sein Amt im Juni 2017.

## Ehrungen
- 2018: Verdienstmedaille der Bundesrepublik Deutschland[3]
- 2023: Willy-Brandt-Medaille der Sozialdemokratischen Partei Deutschlands[4]

## Veröffentlichungen
- Kiel. Eine Liebe auf den zweiten Blick. Husum Druck, Husum 1993, ISBN 978-3-88042-648-1.
- Vom Kanon der Kulturen. Verein Nordfriesisches Institut, Bredstedt 1998, ISBN 978-3-88007-274-9.
- EinBlick : Die Arbeiterwohlfahrt Kreisverband Kiel 1945 bis 2005. AWO Kiel, Kiel 2005, ISBN 3-88312-409-5.
- Hermann Lüdemann und die deutsche Demokratie. Wachholtz, Neumünster 2006, ISBN 978-3-529-06140-0.
- Revolution. Beiträge zum Kongress der Kieler SPD zum 90. Jahrestag der Revolution 1918. SPD Kiel, Kiel 2009.
- "Der Bahn, der kühnen, folgen wir ...". Stephan Heinzel und der Aufstieg der Kieler SPD. Geschichte der Kieler Sozialdemokratie Band I, 1863–1900. Schleswig-Holsteinischer Geschichtsverlag, Malente 2010, ISBN 3-933862-42-6.
- als Herausgeber: Sehnsucht nach Demokratie. Neue Aspekte der Kieler Revolution 1918. Verlag Ludwig, Kiel 2020, ISBN 978-3-86935-390-6.Revolution und Revolutionsforschung. Beiträge aus dem Kieler Initiativkreis 1918/19. Sonderveröffentlichungen der Gesellschaft für Kieler Stadtgeschichte, Band 67. Verlag Ludwig, Kiel 2011, ISBN 978-3-86935-059-2.
- "Mit uns die neue Zeit!" Kiels Sozialdemokratie im Kaiserreich und in der Revolution. Geschichte der Kieler Sozialdemokratie Band 2, 1900–1920. Verlag Ludwig, Kiel 2013, ISBN 978-3-86935-196-4.
- Die dunklen Jahre. Kiels Sozialdemokratie im Nationalsozialismus. Geschichte der Kieler Sozialdemokratie Band 4, 1930–1945. Verlag Ludwig, Kiel 2017, ISBN 978-3-86935-329-6.
- Das radikale Leben. Der Kieler Maler Richard Grune und seine Zeit, 1903–1984. Sonderveröffentlichungen der Gesellschaft für Kieler Stadtgeschichte Band 89. Verlag Ludwig, Kiel 2019, ISBN 3-86935-355-4.
- als Herausgeber: Sehnsucht nach Demokratie. Neue Aspekte der Kieler Revolution 1918. Verlag Ludwig, Kiel 2020, ISBN 978-3-86935-390-6.
- Kiel & die 70er. Günther Bantzer und der Beginn unserer Gegenwart. Sonderveröffentlichungen der Gesellschaft für Kieler Stadtgeschichte, Band 95. Wachholtz, Kiel/Hamburg 2020, ISBN 978-3-529-05059-6.
- mit Jürgen Weber: Unermüdlich helfen. Die Erinnerungen der Gertrud Völcker. Wacholtz Verlag, Kiel, Hamburg 2021, ISBN 978-3-529-05064-0.
- als Herausgeber: Brennpunkte 1918. Verlag Ludwig, Kiel 2023, ISBN 978-3-86935-447-7.